# Карнай
Карна́й (перс. کرنا‎ буквально «большой най») — медный духовой музыкальный инструмент, распространённый в странах Средней Азии, Иране и Казахстане.

## Структура
Карнай представляет собой медную трубу длиной около 3 метров. На конце инструмента расположен конический раструб. Существует два типа конструкции карная: прямой и изогнутый. Наиболее распространённым является прямой тип. Обычно такая труба состоит из трёх соединённых частей, которые изобретены для простоты транспортировки.

## История
Карнай — один из древнейших музыкальных инструментов, который практически не изменился со времён Кавуса. Его возраст оценивается в 3000 лет.

«Кавус велел скорей тревогу бить,
Велел в Карнаи медные трубить.
Сбежались люди пред лицо Кавуса,
И шах призвал испытанного Туса…»— Фирдоуси (935—1020)
Карнай оснащён мундштуком, к которому припаяна труба длиной 97 см. Диаметр трубы постепенно увеличивается от 5 до 36 мм. Диаметр мундштука составляет 37 мм, а диаметр самой трубы — 3 см.
Размеры карная могут варьироваться в зависимости от региона происхождения.
Это объясняет разнообразие клавиш главного тона карнаев.

## Звучание и использование
Звук карная мощный и низкий, с натуральным звукорядом. Во время игры музыкант держит инструмент в наклонном положении, раструбом вверх, и, поворачиваясь, направляет звук в разные направления.
В прошлом карнай использовался как военный (сигнальный) инструмент для связи на больших расстояниях, а также во время парадных выездов шахов и военачальников.
В настоящее время карнай сохранился в таких странах, как Таджикистан и Узбекистан, где он используется как церемониальный инструмент на парадах, демонстрациях и массовых гуляньях.

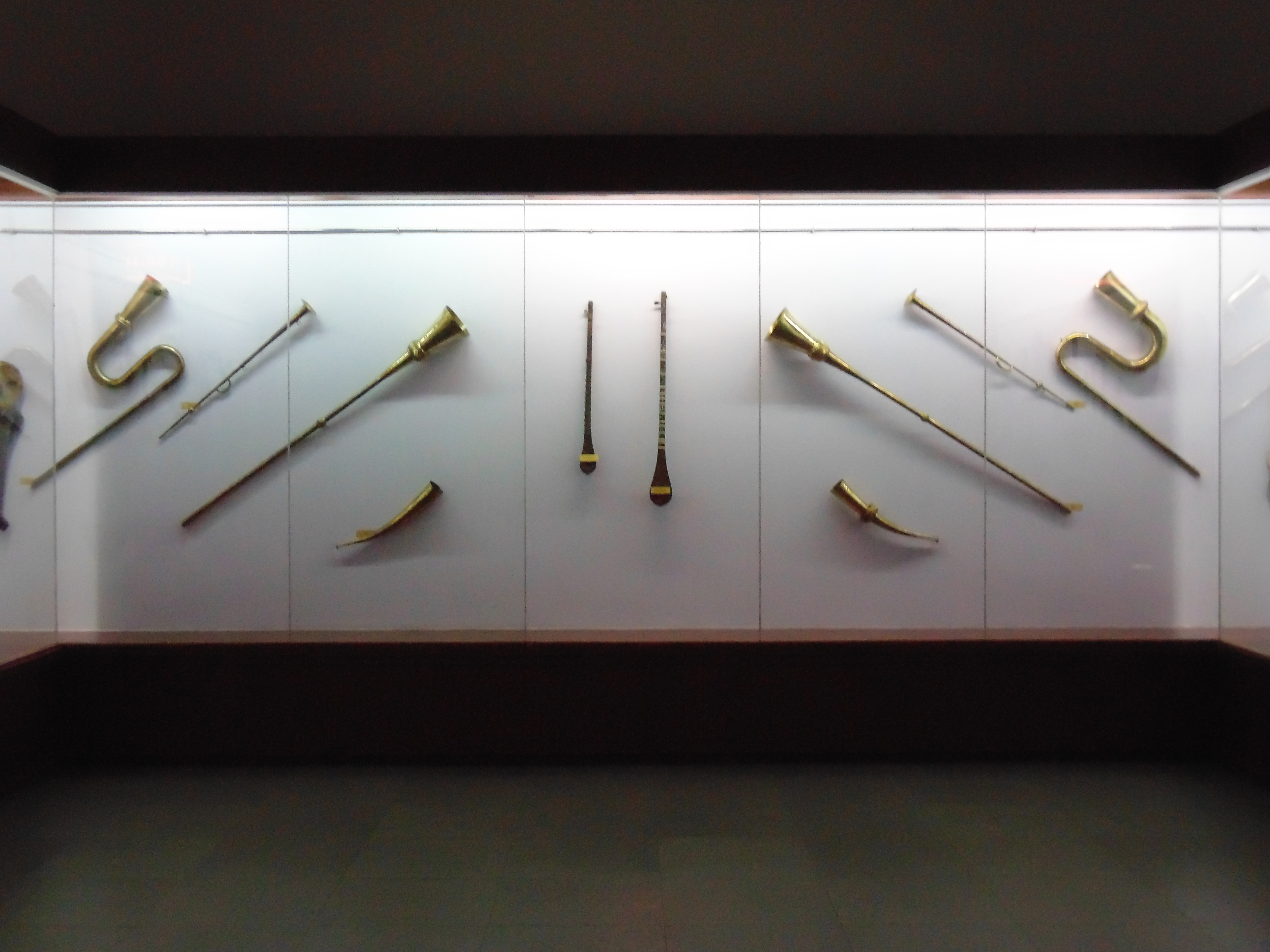
Разновидности карная
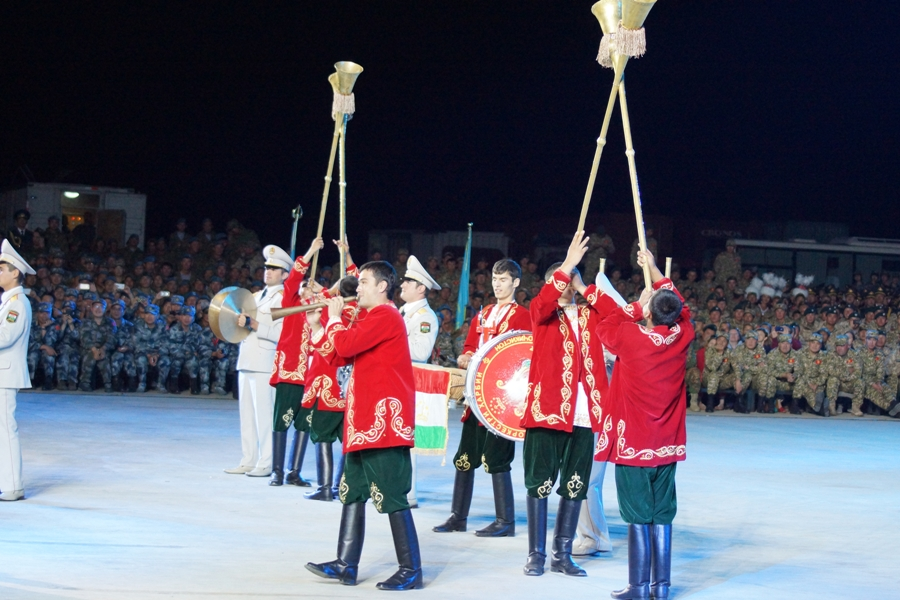
Первый военно-музыкальный фестиваль «Труба мира»
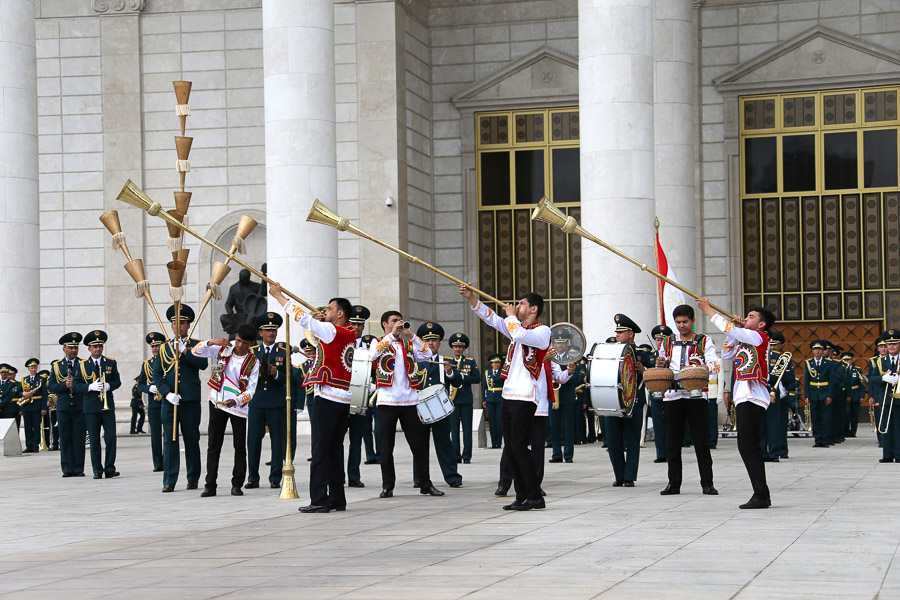
Члены таджикского военного духового оркестра играют на карнае